# 6326 Idamiyoshi
6326 Idamiyoshi este un asteroid din centura principală de asteroizi.

## Descriere
6326 Idamiyoshi este un asteroid din centura principală de asteroizi. A fost descoperit pe 18 martie 1991 la Dynic de Atsushi Sugie. El prezintă o orbită caracterizată de o semiaxă mare de 2,68 ua, o excentricitate de 0,13 și o înclinație de 12,6° în raport cu ecliptica.